# Ciclopentadienuro
En química orgánica, el ciclopentadienuro es un anión cíclico con la fórmula C5H5-, y se suele abreviar como Cp-. Este anión procede de la pérdida de un protón de la molécula de ciclopentadieno. Los cinco átomos de carbono forman un anillo pentagonal plano, con un átomo de hidrógeno enlazado a cada carbono e igual longitud de enlace entre los carbonos. La estructura que se muestra es un compuesto de cinco contribuyentes de resonancia en los que cada átomo de carbono lleva parte de la carga negativa. El ciclopentadienuro es químicamente aromático, tiene 6 electrones-π (4n + 2, donde n = 1), por lo que cumple con la regla de aromaticidad de Hückel. 
Debido a su naturaleza de carbanión, puede actuar como ligando en metales de transición. Los compuestos de coordinación del anión ciclopentadienuro (no el radical ciclopentadienilo) se conocen como complejos de ciclopentadienilo. Los complejos de bisciclopentadienilo se denominan metalocenos, como en el caso del ferroceno, rodoceno y otros compuestos organometálicos «tipo sándwich».
Las sales del anión ciclopentadienilo pueden ser estables, como por ejemplo, el ciclopentadienuro de sodio.

## Síntesis
Thiele lo sintetizó por primera vez en 1901:
{\displaystyle \mathrm {C_{5}H_{6}+K\longrightarrow K^{+}C_{5}H_{5}^{-}+1/2H_{2}} }
Más adelante, en 1951 Kealy y Pauson buscando sintetizar el fulvaleno, sintetizaron un derivado organometálico muy interesante: el Ferroceno: